# Verbunkos

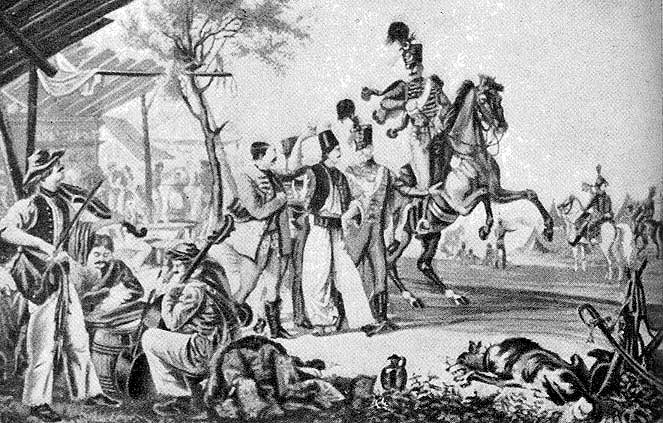
Här dansas verbunkos

Verbunkos är en ungersk dans- och musikform från 1700-talet. Namnet Verbunkos kommer från tyskans werbung, vilket betyder värva. Denna soldatdans hade till syfte att värva ynglingar på landsbygden genom att soldater reste runt och dansade denna manligt imposanta dans med mycket akrobatik och "stövelklatsch". Dansen utförs oftast av en grupp män som växelvis avlöser varandra med än mer avancerade figurer som näste man skall överträffa.
.